# 亞東醫院站
24°59′54″N 121°27′09″E / 24.998301°N 121.452478°E

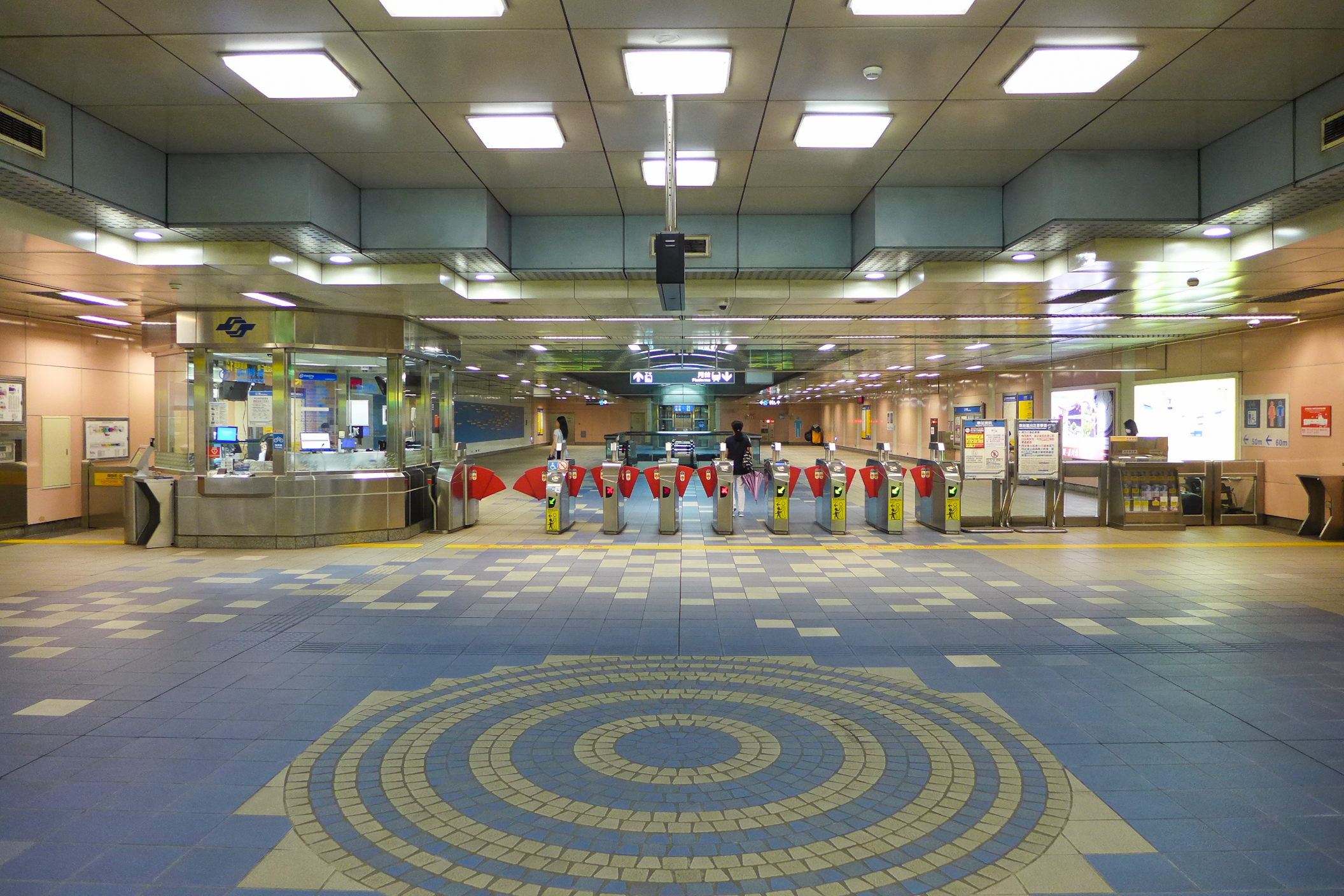
票閘口

亞東醫院站位於台灣新北市板橋區，當地地名「湳子」，為台北捷運板南線（土城線）營運中、新北捷運泰山板橋輕軌規劃中的捷運車站。
土城機廠位於本站與海山站之間向西分歧的軌道處。

## 車站概要
車站位於新北市板橋區南雅南路，車站編號為BL05。站名原先訂為當地地名「湳子」，唯通車前改取緊鄰之亞東紀念醫院作為站名。英譯則循從醫院官方名稱，訂為Far Eastern Hospital（意為遠東醫院）。

## 車站構造
地下二層車站，一個島式月台，三個出入口。本站設有半高式月台門。

### 車站樓層
| 地面      | 出入口             | 出入口                                                                 |
| 地下 二樓 | 大廳層             | 車站大廳、詢問處、自動售票機、驗票閘門                                 |
| 地下 二樓 | 大廳層             | 洗手間（站體北側付費區外）                                             |
| 地下 三樓 | 一月台             | ← 板南線 往南港展覽館方向（BL06 府中站）                               |
| 地下 三樓 | 島式月台，左側開門 |                                                                        |
| 地下 三樓 | 二月台             | 板南線 往頂埔方向（BL04 海山站）→ 板南線 區間車下客月台（不提供載客）→ |

### 車站出口
出口1、2位於車站西端，出口3位於車站東端，無障礙電梯位於出口3。
| 出入口                          | 圖片 | 位置                               |
| ------------------------------- | ---- | ---------------------------------- |
| 出入口1 · 設有手扶梯            |      | 南雅南路（南雅南路二段北側）       |
| 出入口2 · 設有手扶梯            |      | 中央路一段（南雅南路二段北側）     |
| 出入口3 · 設有電梯 · 設有手扶梯 |      | 與亞東醫院連通（南雅南路二段南側） |
| 註： 設有電梯 \| 設有手扶梯     |      |                                    |

## 歷史
- 2006年5月31日：隨著板橋線「新埔－府中」段與土城線「府中－永寧」段正式通車而啟用[3]（p. 330）。
- 2015年12月2日：半高式月台門正式啟用。
- 2016年4月1日：與亞東醫院連通啟用[4][5]。
- 2020年3月15日：本站2號出口為配合增設電扶梯工程將於即日起暫時封閉。[註 1][6][7][8]。
- 2021年1月31日：本站重置後的2號出口重新開放。

## 利用狀況
根據2024年12月資料，本站每日旅運量約為48,598人次，在台北捷運各站中排行第37名。
| 年   | 年間      | 年間      | 年間       | 年間  | 單日平均 | 單日平均 |
| 年   | 上車      | 下車      | 上下車計   | 來源  | 上車     | 上下車   |
| ---- | --------- | --------- | ---------- | ----- | -------- | -------- |
| 2006 | 1,751,863 | 1,657,179 | 3,409,042  | [ 9 ] | 8,148    | 15,856   |
| 2007 | 3,609,386 | 3,274,214 | 6,883,600  | [ 9 ] | 9,889    | 18,859   |
| 2008 | 4,274,952 | 3,731,634 | 8,006,586  | [ 9 ] | 11,680   | 21,876   |
| 2009 | 4,413,028 | 3,792,122 | 8,205,150  | [ 9 ] | 12,090   | 22,480   |
| 2010 | 4,680,523 | 3,968,220 | 8,648,743  | [ 9 ] | 12,823   | 23,695   |
| 2011 | 5,068,760 | 4,313,308 | 9,382,068  | [ 9 ] | 13,887   | 25,704   |
| 2012 | 5,425,947 | 4,620,927 | 10,046,874 | [ 9 ] | 14,825   | 27,450   |
| 2013 | 5,782,107 | 4,948,302 | 10,730,409 | [ 9 ] | 15,841   | 29,398   |
| 2014 | 6,080,407 | 5,277,305 | 11,357,712 | [ 9 ] | 16,659   | 31,117   |
| 2015 | 6,653,007 | 5,932,751 | 12,585,758 | [ 9 ] | 18,227   | 34,482   |
| 2016 | 7,057,012 | 6,350,666 | 13,407,678 | [ 9 ] | 19,281   | 36,633   |
| 2017 | 7,380,614 | 6,671,924 | 14,052,538 | [ 9 ] | 20,221   | 38,500   |
| 2018 | 8,120,326 | 7,390,040 | 15,510,366 | [ 9 ] | 22,247   | 42,494   |

## 公共藝術
- 設有公共藝術《河戀》[10]。

## 車站周邊

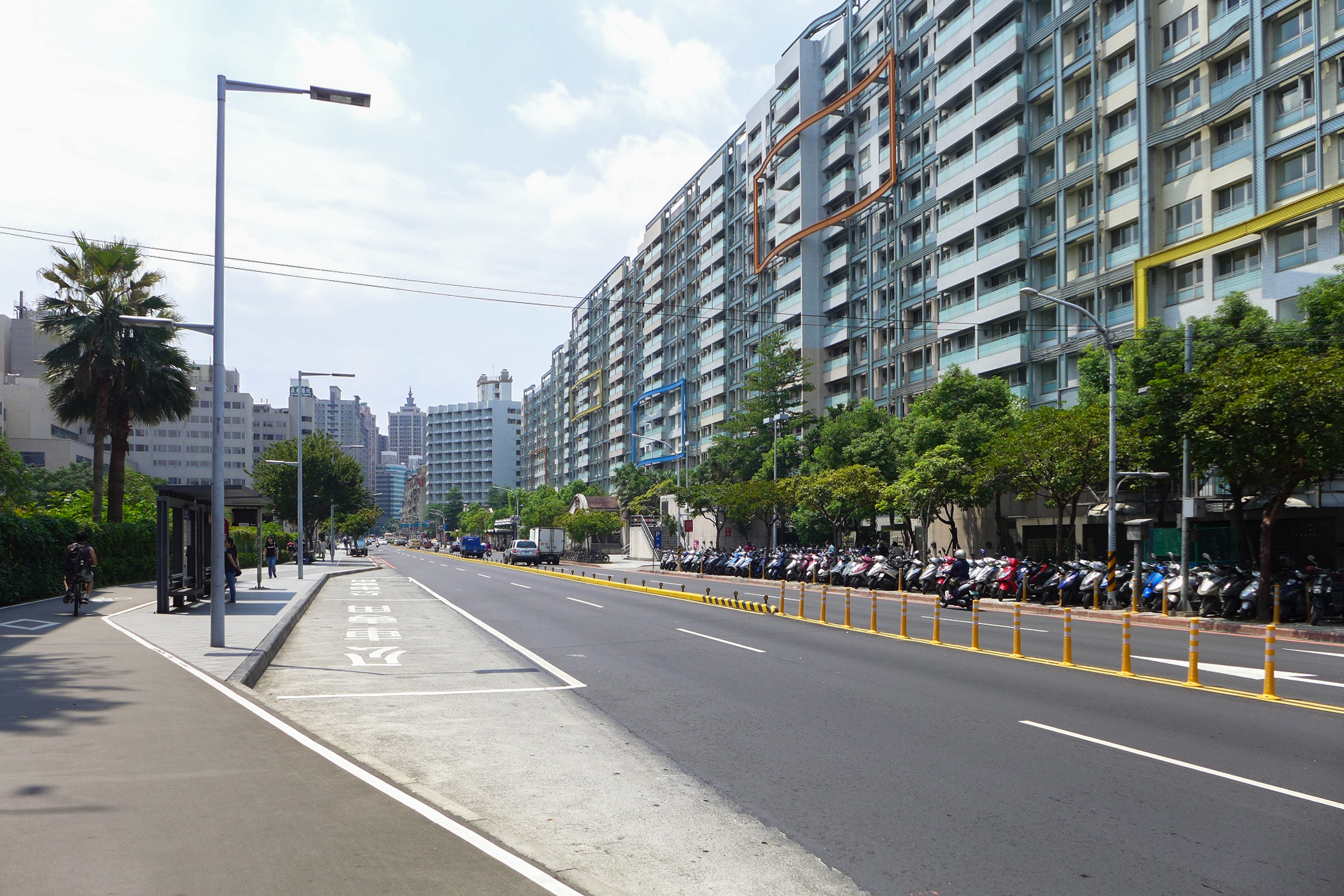
南雅南路二段及遠揚加州

- 醫療財團法人徐元智先生醫藥基金會亞東紀念醫院
- 遠東高爾夫球場
- 亞東科技大學
- 台北遠東通訊園區
- 新北市立圖書館（總館）
- 新北市政府消防局
- 新北市公共自行車租賃系統
  - 捷運亞東醫院站（2號出口）
  - 捷運亞東醫院站（3號出口）
- 湳仔溝自行車道
- 捷運土城機廠
- 慈濟基金會板橋會所
- 豫章工商
- 愛買南雅店
- 光華商職
- 浮洲橋
- 板橋湳雅夜市

## 公車資訊
| 出口     | 公車站名       | 公車路線      | 經營業者                                       |
| -------- | -------------- | ------------- | ---------------------------------------------- |
| 出口3    | 捷運亞東醫院站 | 51            | 往中和、永和                                   |
| 出口3    | 捷運亞東醫院站 | 99            | 往新莊                                         |
| 出口3    | 捷運亞東醫院站 | 585           | 往捷運府中站(原F502)                           |
| 出口3    | 捷運亞東醫院站 | 596           | 往板橋公車站(原F501)                           |
| 出口3    | 捷運亞東醫院站 | 712           | 終點站                                         |
| 出口3    | 捷運亞東醫院站 | 805           | 往新莊、五股                                   |
| 出口3    | 捷運亞東醫院站 | 843           | 往捷運府中站                                   |
| 出口3    | 捷運亞東醫院站 | 847           | 往海山高中、板橋公車站                         |
| 出口3    | 捷運亞東醫院站 | 847（區間車） | 終點站                                         |
| 出口3    | 捷運亞東醫院站 | 848           | 往板橋公車站                                   |
| 出口3    | 捷運亞東醫院站 | 889           | 往浮洲合宜住宅方向                             |
| 出口3    | 捷運亞東醫院站 | 藍37          | 往板橋公車站                                   |
| 出口3    | 捷運亞東醫院站 | 藍38          | 往板橋公車站                                   |
| 出口1、2 | 捷運亞東醫院站 | 51            | 南雅站終點方向返站                             |
| 出口1、2 | 捷運亞東醫院站 | 99            | 迄點站方向                                     |
| 出口1、2 | 捷運亞東醫院站 | 585           | 往浮洲地區(原F502)                             |
| 出口1、2 | 捷運亞東醫院站 | 596           | 往溪崑地區(原F501)                             |
| 出口1、2 | 捷運亞東醫院站 | 805           | 經土城中央路、往捷運永寧站                     |
| 出口1、2 | 捷運亞東醫院站 | 712           | 往捷運迴龍站，經樹林車站、樹林工業區、丹鳳高中 |
| 出口1、2 | 捷運亞東醫院站 | 843           | 往迴龍、樹林俊英街                             |
| 出口1、2 | 捷運亞東醫院站 | 847           | 往樹林八德中州街口方向                         |
| 出口1、2 | 捷運亞東醫院站 | 847（區間車） | 往樹林方向                                     |
| 出口1、2 | 捷運亞東醫院站 | 848           | 往台北區監理所                                 |
| 出口1、2 | 捷運亞東醫院站 | 889           | 往板橋篤行路，樹林山佳，三峽方向               |
| 出口1、2 | 捷運亞東醫院站 | 藍32          | 南雅站終點方向返站                             |
| 出口1、2 | 捷運亞東醫院站 | 藍37          | 往樹林、迴龍                                   |
| 出口1、2 | 捷運亞東醫院站 | 藍38          | 往樹林後火車站                                 |

## 腳註

### 來源資料
1. ↑   (新闻稿). 台北捷運. 2016-04-11  [2016-04-11]. （原始内容存档于2016-04-11） （中文（臺灣））.
2. 1 2  . 臺北大眾捷運股份有限公司. 2021-01-15.
3. ↑  徐榮崇. . 臺北市文獻委員會. 2015年12月  [2020-01-04]. ISBN 9789860469875. （原始内容存档于2020-12-07）.
4. ↑  全台首條！「亞東醫院捷運連通道」啟用 （页面存档备份，存于），新頭殼，2016.03.31，19:46。
5. ↑  〈台北都會〉新北第一條！ 醫院捷運連通道啟用[永久]，自由時報，記者何玉華，2016年04月01日。
6. ↑  捷運亞東醫院站2號出入口自109年2月15日起封閉施工 進行電扶梯改善工程，臺北大眾捷運股份有限公司。
7. ↑  捷運板南線亞東醫院站原訂於109年2月15日凌晨零時起，暫時封閉2號出入口辦理IYZX02標車站出入口電扶梯電梯中期改善工程事宜，為因應新型冠狀病毒疫情影響電扶梯生產期程，將延至109年3月15日辦理。 （页面存档备份，存于），臺北市政府捷運工程局。
8. ↑  捷運亞東醫院2號出口 周六起封閉加裝電扶梯，聯合報，記者翁浩然，台北即時報導 ，2020-02-10 15:34。
9. ↑  臺北捷運公司. . 2019-02-26  [2019-08-10]. （原始内容存档于2020-11-28）. 臺北市統計資料庫查詢系統
10. ↑  河戀 （页面存档备份，存于）.臺北市政府捷運工程局-板橋土城線.108-11-18

## 外部連結
- 台北大眾捷運股份有限公司（页面存档备份，存于）
- 新北大眾捷運股份有限公司（页面存档备份，存于）
- 台北市政府捷運工程局 （页面存档备份，存于）
- 新北市政府捷運工程局（页面存档备份，存于）
- 亞東醫院站位置圖（台北捷運公司） （页面存档备份，存于）
- 亞東醫院站車站剖面相關位置圖（台北捷運公司） （页面存档备份，存于）
- 亞東紀念醫院 （页面存档备份，存于）
- 販賣店現況 （页面存档备份，存于）